# Montdidier, Somme
Montdidier este o comună în departamentul Somme, Franța. În 2009 avea o populație de 6,083 de locuitori.
Montdidier este un oraș în Franța, sub-prefectură a departamentului Somme, în regiunea Picardia. 